# Jan January Janczak

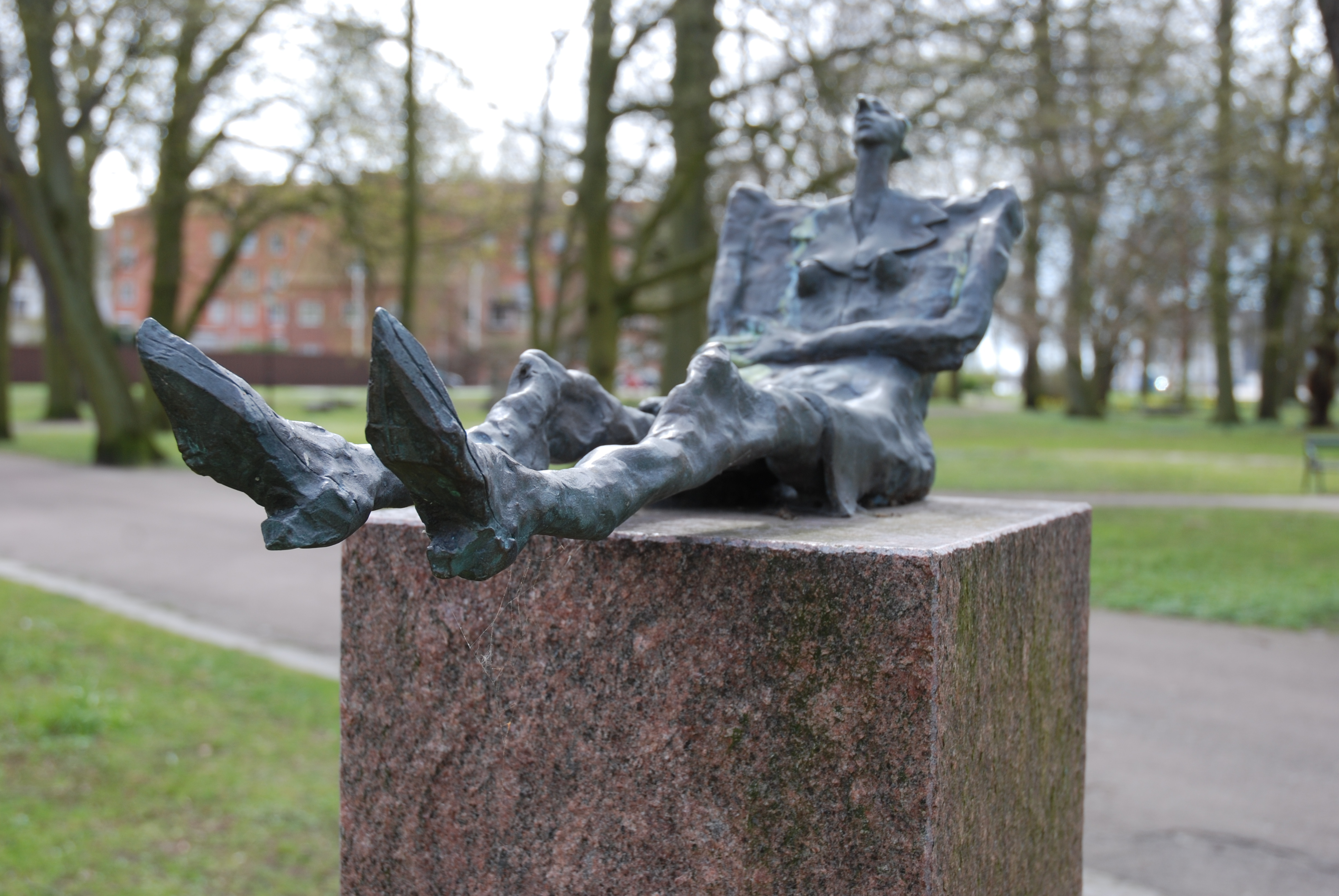
Jan January Janczak

Jan January Janczak (ur. 1 października 1938 w Środzie Wielkopolskiej) – absolwent Akademii Sztuk Pięknych w Krakowie, od 1972 r. jej profesor. Autor opracowania plastycznego, scenarzysta lub reżyser 22 filmów animowanych i aktorsko-animowanych. Iluzja otrzymała Nagrodę Specjalną MFF Cork. Od 1980 w Szwajcarii. W grudniu 2001 r. wykonał grupę rzeźb w Skulpturparken przed galerią Konsthallen, Landskrona.